# Skandinávský poloostrov
Skandinávský poloostrov (norsky Den skandinaviske halvøy, švédsky Skandinaviska halvön, finsky Skandinavian niemimaa, dánsky Skandinaviske halvø, rusky Скандинавский полуостров / Skandinavskij poluostrov) je velký poloostrov v severní Evropě. Má rozlohu asi 750 000 km² a je omýván z jihovýchodu Baltským mořem, z jihozápadu Severním mořem, ze severozápadu Norským mořem a ze severu Barentsovým mořem. Na severovýchodě je asi 480 km širokou šíjí mezi Botnickým zálivem a Kjøfjordem (výběžek Varangerfjordu) spojen se zbytkem evropské pevniny. Technicky je součástí ještě většího poloostrova, tzv. Fennoskandinávie, která zahrnuje i finsko-karelský pevninský most a poloostrov Kola. Od roku 2000 je na jižním konci propojen s dánským ostrovem Sjælland dálničním mostem přes Öresund, má tak přímé silniční spojení s Evropou z obou stran.
Skandinávský poloostrov je politicky rozdělen mezi Švédsko (celé kromě ostrovů), Norsko (také téměř celé) a Finsko (severozápadní okraj). Nelze jej zaměňovat s pojmem Skandinávie, který vedle poloostrova zahrnuje také Dánsko a v širším pojetí i Finsko a Island.

## Geografie
Jde o největší poloostrov Evropy (pokud nepočítáme Fennoskandinávii). Je dlouhý asi 1 870 km a široký 370 až 800 km. Jeho nejsevernější bod, mys Kinnaroden (71° 8′ 2″ s. š.), je zároveň nejsevernějším místem evropské pevniny. Nejzápadnější je mys Vardetangen (4° 56′ 43″ v. d.) severně od Bergenu, nejjižnější Smygehuk (55° 20′ 13″ s. š.) ve Skánii a nejvýchodnější Kibergsneset (31° 03′ 52″ v. d.) na poloostrově Varanger.
Pobřeží je v detailu velmi členité, s množstvím zátok, ostrůvků a na západě až severu zbrázděné mnoha hlubokými fjordy, dlouhými desítky až stovky kilometrů (nejdelší Sognefjord 205 km). Významnými ostrovy při pobřeží jsou Öland nebo Lofoty.
Povrch tvoří převážně zarovnaná hornatina, celým poloostrovem se táhne Skandinávské pohoří, s nejvyšší horou Galdhøpiggen (2 469 m). Severozápadní (norská) strana je příkřejší a členitější, jihovýchodní (švédská) je pozvolnější, zde se nachází i rozsáhlé pahorkatiny a nížiny.
Říční síť je zde díky vlhkému klimatu velmi hustá, na norské straně jsou řeky krátké a prudké, což využívá řada hydroelektráren. Nejdelším říčním systémem je Klar–Vänern–Göta (povodí 50 229 km²), další velké řeky jsou Torne (620 km, 40 157 km²), Dal (520 km, povodí 28 954 km²) nebo Ume (470 km, povodí 26 815 km²). Nachází se zde také množství jezer, vesměs průtočných, největší jsou Vänern a Vättern.